# Pădure musonică
Pădurile musonice reprezintă un tip de păduri foioase, ce se află în zonele de manifestare a musonilor, aflate în special pe țărmul nordic al Oceanului Indian: subcontinentul indian și peninsula Indochina.

## Vegetație
Vegetația este reprezentată de arbori și arbuști mari, specifici și zonelor subecuatoriale, precum bambusul, santalul, mahonul, palmierul, abanosul, tecul. Pădurile musonice se deosebesc de cele ecuatoriale. În anotimpul secetos, cei mai mulți dintre arbori își pierd frunzele. De asemenea, pădurile musonice sunt mai puțin dese, fiind întrerupte de porțiuni de savană. Arborii au trunchiuri masive și scoarță aspră, iar, odată cu pierderea frunzelor, înfloresc.

## Faună
Fauna este alcătuită din tigri, elefanți, maimuțe (giboni, macaci), rinoceri, pantere, veverițe zburătoare, șopârle, șerpi și diverse specii de păsări dintre care fazanul, papagalul, păunul, găina sălbatică. Dintre reptile se găsesc aici: pitonul, cobra, crocodilul.

## Climă
Clima este dominată de vânturile musonice, care creează două anotimpuri total diferite: sezonul ploios și sezonul secetos.
Temperatura medie anuală este de 20-25 grade C, iar regimul precipitațiilor este de 12000 mm/an din cauza barierei orografice formată de Munții Himalaya in nordul Indiei.